# Ландо I (граф Капуанський)
Ландо I (†861), граф Капуанський (843—861), син графа Ландульфа I. Як і його батько, Ландо підтримував князя Салернського Сіконульфа у його боротьбі з князем Беневентським Радельхізом I.
Саме він у 849 попросив імператора Священної Римської імперії Людовика II розсудити обох суперників, щоб відвернути війну за участю сарацинських найманців. За рішення Людовика Капуя стала частиною князівства Салернського, проте Ландо недовго був вірний Сіконульфу та уклав союз з неаполітанським дукою Сергієм I. Щоб зміцнити цей союз Ландо одружив свого сина Ландульфа гастальда Суесули на дочці Сергія.
Коли князі Салернські Сіко II і Адемар були неповнолітніми Ландо домінував над Салерно. Щоб зупинити амбіції Ландо Адемар покликав на допомогу герцога Сполетського Гі I. Нотомість Ландо об'єднав свої сили з префектом Амальфі Маріном, одруживши свого брата Пандо на дочці Маріна.
У травні 859 велика об'єднана армія Неаполя, Салерно, Амальфі та Суесули рушили на Капую. Ландо у той час вже був розибитий паралічем, тому його син Ландо II очолив оборону Капуї та розбив військо нападників. Ландо надав притулок знатному салернітанцю, майбутньому князю Гвайферу та видав за нього свою дочку Ланделайку.
Побудував монастир У Теано. Після себе залишив 5 синів від дружини Алоари: Ландо II, Ландульфа, Ланденульфа, Пандо і Петра.